# Дупак Микола Лук'янович
Микола Лук'янович Дупак (5 жовтня 1921, Старобешеве — 26 березня 2023, Москва) — український і російський радянський актор театру і кіно. Заслужений артист РРФСР (1980). Заслужений артист України (2012).

## Життєпис
Навчався в Ростовському театральному училищі при Театрі Завадського, де закінчив три курси. Закінчив оперно-драматичну студію в Москві.
У червні 1941 знімався в ролі Андрія з «Тараса Бульби» у Олександра Довженка. Почався запис в народне ополчення, вступив разом з Олександром Довженком, Андрєєвим, і Алейниковим. Войну почав під Новоград-Волинським. Гвардії лейтенант. Тричі був поранений (двічі важко) і один раз контужений, в результаті чого отримав інвалідність II групи.
З 1944 по 1963 рік служив актором і режисером театру імені Станіславського. З 1963 до 1977 і з 1978 по 1990 — актор театру на Таганці. Директор Театру на Таганці з 1964 по 1977 і з 1978 по 1990 роки. У 1977—1978 роках — директор Театру на Малій Бронній.
Був радником генерального директора театру звірів «Куточок Дурова» з творчих та будівельних питань.
Помер 26 березня 2023 року у Москві в 101-річному віці.

## Фільмографія
- 1944 — «Одного разу вночі»
- 1956 — «Безвісти зниклий»
- 1957 — «Кінець Чирви-Козиря» —  Антон Ромашка, середняк
- 1958 — «Хлопчики» —  Іван Лукич
- 1959 — «Друзі-товариші»
- 1967 — «Залізний потік» —  Волосатов, комполка
- 1968 — «Служили два товариші» — командувач армією
- 1968 — «Інтервенція» —  капрал Барбару
- 1969 — «Засідка» —  Архипов
- 1970 — «Про друзів-товаришів» —  Олег Володимирович Тарасов, змовник
- 1971 — «Бумбараш» —  совка
- 1971 — «Зоряний цвіт»
- 1972 — «Віра, Надія, Любов»
- 1973 — «Будні карного розшуку» —  начальник колонії
- 1973 — «Вічний поклик» —  Філімонов
- 1974 — «Єдина дорога» —  Цильке, генерал
- 1975 — «Єдина…» —  Іван Гаврилович
- 1975 — «Капітан Немо» —  Бунро, полковник
- 1975 — «Стріли Робін Гуда» —  мірошник, батько Марії
- 1976 — «Найкрасивіший кінь» —  керівник секції кінного спорту
- 1977 — «Гарантую життя» —  Олешко
- 1977 — «Трясовина» —  Ілля Захарович, голова колгоспу
- 1979 — «Вигідний контракт» —  Вітковський
- 1980 — «Життя прекрасне» —  комісар
- 1980 — «Лінія життя»
- 1982 — «Стратити немає можливості» —
- 1982 — «Балада про доблесного лицаря Айвенго» —  Еймер, абат
- 1984 — «Твоє мирне небо»
- 1985 — «Пан гімназист»
- 1989 — «Любов з привілеями» —  голова Ради Міністрів